# Thomas Madiou
Antoine Bernard Thomas Madiou, né le 30 avril 1814 à Port-au-Prince où il est mort le 25 mai 1884, est un historien et homme politique haïtien, auteur d'une importante Histoire d'Haïti.

## Biographie
Sa famille paternelle est d'origine bretonne. Son grand-père s’est installé à Saint-Domingue avant la révolution de 1789. Né à Port-au-Prince en 1814, Madiou quitte Haïti à l'âge de dix ans pour la France. Il étudie au Collège royal d'Angers, puis à Rennes, où il obtient un baccalauréat en lettres. En 1833, il rencontre le Nantais Ange Guépin, qui voudrait le voir « révolutionner St Domingue et régénérer cette île et les Antilles ». Il le pousse à fonder une république fédérative des Antilles. Madiou suit ensuite des cours à la Faculté de droit de Paris pendant deux ans avant de retourner à Haïti, en 1835. C'est alors qu'il entreprend d'écrire une Histoire d'Haïti. Madiou travaille également comme directeur du journal Le Moniteur, organe officiel du gouvernement, en 1849.
Son Histoire d'Haïti, publiée à Port-au-Prince en 1847 pour le premier volume ( il y en a eu 8, dont 5 édités de façon posthume), est considérée comme l'un des documents les plus importants de la littérature haïtienne,. Il peut encore s'appuyer en partie sur le récit oral de témoins des événements. Son Histoire a tenté de rétablir la réputation des chefs noirs de la Révolution haïtienne, Toussaint Louverture en particulier, en justifiant la révolte des esclaves contre la terrible oppression dont ils étaient victimes. Cet ouvrage se distingue nettement de celui écrit peu après par un autre historien haïtien, Beaubrun Ardouin, qui tentait de replacer la Révolution haïtienne dans le contexte des autres luttes d'indépendance en Amérique latine et lui déniait tout caractère de classe ou de race. Alors qu'Ardouin essayait d'inscrire Haïti dans la communauté des nations américaines des années 1830, Madiou en soulignait pour sa part le caractère unique.
Il meurt le 25 mai 1884, à 70 ans.

## Œuvre et éditions posthumes
En 1904, à l'initiative de la famille Madiou, et à l'occasion du centenaire de l'indépendance, paraît un volume additif, couvrant la période 1843-1846.
Mais il faut attendre 1987-1991 pour que l’intégralité des inédits de Madiou soient publiés par les éditions Henri Deschamps, avec cinq tomes venant s’ajouter à ceux parus cent quarante ans plus tôt. Descendante de Thomas Madiou, Lucienne Deschamps a hérité de ses archives. Elle en assure alors l'édition avec l'aide de quelques amis, principalement des Frères de l'instruction chrétienne qui ont patiemment déchiffré les manuscrits .
L’ensemble de l’œuvre de Thomas Madiou est composée comme suit :
- Histoire d’Haïti, tome 1 (1492-1799), Port-au-Prince: Impr. de J. Courtois, 1847.
- Histoire d’Haïti, tome 2 (1799-1803), Port-au-Prince: Impr. de J. Courtois, 1847.
- Histoire d’Haïti, tome 3 (1803-1807), Port-au-Prince: Impr. de J. Courtois, 1848.
- Histoire d’Haïti (1843-1846), Port-au-Prince: Impr. de J. Verrollot, 1904.
- Histoire d’Haïti, tome 1 (1492-1799), Port-au-Prince: rééd. Henri Deschamps, 1987.
- Histoire d’Haïti, tome 2 (1799-1803), Port-au-Prince: rééd. Henri Deschamps, 1987.
- Histoire d’Haïti, tome 3 (1803-1807), Port-au-Prince: rééd. Henri Deschamps, 1987.
- Histoire d’Haïti, tome 4 (1807-1811), Port-au-Prince: rééd. Henri Deschamps, 1987.
- Histoire d’Haïti, tome 5 (1811-1818), Port-au-Prince: éd. Henri Deschamps, 1988.
- Histoire d’Haïti, tome 6 (1810-1826), Port-au-Prince: éd. Henri Deschamps, 1988.
- Histoire d’Haïti, tome 7 (1827-1843), Port-au-Prince: éd. Henri Deschamps, 1988.
- Histoire d’Haïti, tome 8 (1843-1846), Port-au-Prince: éd. Henri Deschamps, 1991.